# 斯考希根 (缅因州)
斯考希根（/skaʊˈhiːɡən/）位于美国缅因州中部，是萨默塞特县的县治。
根据2000年美国人口普查，共有8,824人，其中白人占97.56%。這個數字於2010年上升至8,589人。1823年2月5日建制 ，取名自土著語「看魚的地方」。

## 地理
根據2000年人口普查，本城面積為60.47平方英里（156.62平方），其中58.85平方英里（152.42平方）為陸地，1.62平方英里（4.20平方）為水域。